# My Architect
My Architect ist ein US-amerikanischer Dokumentarfilm aus dem Jahr 2003. Regie führte Nathaniel Kahn. Louis Kahn Project Inc. und Mediaworks Inc. produzierten den Film.

## Inhalt
Louis Kahn zählt neben Frank Lloyd Wright, Le Corbusier oder Mies van der Rohe zu den größten Architekten des 20. Jahrhunderts. Er starb im März 1974 auf der Rückreise aus Bangladesch auf der Toilette von Penn Station in New York. Dort beginnt der Film.
In My Architect geht Nathaniel Kahn auf Spurensuche nach Werk und Wesen des ihm fremden Vaters. Lou, wie er in dem Film oft genannt wird, war verheiratet und hatte aus dieser Ehe eine Tochter. Er hatte aber auch außereheliche Beziehungen, die nicht folgenlos waren: eine Tochter mit einer Architektin und einen Sohn mit der Landschaftsarchitektin Harriet Pattison, Nathaniel.
Nathaniel begibt sich auf eine Reise rund um die Welt. Er sucht jene auf, die Kahn kannten und mit ihm arbeiteten. Er reist zu den Gebäuden aus Beton, Ziegelstein und Licht, die Lou bekannt gemacht hatten. Die Schlussminuten des beinahe zweistündigen Werkes entstanden im Capital Complex in Dhaka. Die Regierenden von Bangladesch sahen in Kahn nicht nur den Architekten ihres Parlamentsgebäudes, sondern auch den Architekten ihrer noch jungen Demokratie. Die Vollendung dieses Bauwerks sowie die des Indian Institute of Management in Ahmedabad in Indien erlebte Louis Kahn nicht mehr. Er starb einsam, unerkannt und mit einem Haufen Schulden.

## Rezeption
Der Film wurde ab dem Frühling 2003 auf zahlreichen Filmfestivals gezeigt, ehe er am 12. November 2003 in die Kinos der Vereinigten Staaten kam. In den USA spielte My Architect bis August 2004 ungefähr 2,74 Millionen US-Dollar ein.
Der Großteil der Kritiker nahm den Film gut auf. Beispielsweise schrieb Roger Ebert in der Chicago Sun-Times vom 20. Februar 2004: „Was für ein trauriger Film das ist und so voll mit dem Geheimnis des menschlichen Lebens.“ Leslie Camhi lobte den Film in der Village Voice im November 2003 ebenfalls: „Ein erfrischendes, bittersüßes Testament von kindlicher Liebe, vermischt mit Schmerz und Mitgefühl.“ Negativ bewertete den Film etwa Jeffrey M. Anderson in Las Vegas Weekly: „My Architect greift nicht nur den gewohnten Ansatz auf, sondern tut das auch noch auf wenig reizvolle und durchschaubare Weise.“
Auch deutsche Kritiker waren des Lobes für My Architect. So meinte beispielsweise Gerwin Zohlen in der Berliner Morgenpost vom 21. Oktober 2004, es handele sich hierbei um einen vorzüglichen Film. „Wohltuend bewegt Nathaniel Kahn sich auf der schmalen Linie zwischen architektonischer Faszination und biographischer Neugier. Er gewinnt dabei Bilder, die durch die Schönheit der Bauten besoffen machen, in denen Archaik, Moderne, Monumentalität und Menschlichkeit verschmelzen.“

## Auszeichnungen
Auf dem Hamptons International Film Festival 2003 gewann der Film den Publikumspreis als Bester Dokumentarfilm, ebenso auf dem Philadelphia Film Festival und dem High Falls Film Festival. Auf dem Chicago International Film Festival 2004 erhielt My Architect den Publikumspreis als Silver Plaque und den Goldenen Hugo als Bester Dokumentarfilm.
Die Directors Guild of America zeichnete Nathaniel Kahn in der Kategorie Beste Regie bei einem Dokumentarfilm aus. Die American Cinema Editors nominierte den Film für den Eddie als Dokumentarfilm mit dem besten Schnitt. Bei den Independent Spirit Awards 2004 war der Film als Bester Dokumentarfilm und für den Truer Than Fiction Award nominiert. Bei der Oscarverleihung 2004 erhielt der Film eine Nominierung als Bester Dokumentarfilm, musste sich aber Errol Morris’ The Fog of War geschlagen geben.